# Thomas Haynes Bayly
Thomas Haynes Bayly (13 octobre 1797 – 22 avril 1839) est un poète, parolier, dramaturge, et écrivain anglais.
Fils d’un riche avocat à Bath, Bayly se destine à devenir avocat comme son père, mais change d’avis et pense entrer dans l'Église, mais il abandonne cette idée aussi, pour se consacrer à l’écriture pour la scène et la presse périodique. Il est surtout connu pour ses chansons (dont il écrit des centaines) qui, sur la musique de Bishop et d’autres éminents compositeurs, sont accueillies universellement. Certaines sont écrites sur sa propre musique. Il a également écrit plusieurs romans, et de nombreuses comédies. Bien que gagnant un revenu important de ses écrits, en plus de ceux de sa femme, il rencontre des problèmes financiers.
Ses chansons les plus connues comprennent “Old House at Home”, “I’d be a Butterfly”, “Oh, no, we never mention him”, “She wore a Wreath of Roses”, “The Mistletoe Bough”, et “Long, Long Ago”.

## Sources
- (en) Cet article est partiellement ou en totalité issu de l’article de Wikipédia en anglais intitulé « Thomas Haynes Bayly » (voir la liste des auteurs).